# Paparadis
Paparadis est une émission de télévision québécoise diffusée sur la chaîne Vrak.tv.

## L'émission
Sous le chaud soleil de la Californie, Mélissa Paradis et Nicolas Ouellet sont à la recherche de célébrités américaines afin d'exécuter leur métier de paparazzi.  
L'émission est animée par Mélissa Paradis et Nicolas Ouellet. Nous pouvons aussi voir Joey Scarpellino dans plusieurs épisodes.